# ソング・オブ・ミラージュ
『ソング・オブ・ミラージュ』（英語: Song of Mirage）は、2019年7月23日から2020年2月28日まで東京ディズニーシーのハンガーステージで上演されていたショーである。
このショーはオリジナルストーリーで構成され、ライブパフォーマンスとプロジェクションマッピングが使用されていた。ハンガーステージの前作『アウト・オブ・シャドウランド』ではミッキーマウスを含むディズニーキャラクターは登場しなかったが、本作では複数のキャラクターが登場している。
正式な公演開始日は2019年7月23日であるが、7月17日には報道関係者向けのプレビューが行われ、ショーに関連するグッズの販売も開始された。
その後、新型コロナウイルス感染症による臨時休園に伴い公演が休止され、その後パークの運営再開後も公演休止状態が続いていたが、2020年2月28日をもって正式に終了したことが発表された。

## ストーリー
ドナルドダックが川で拾った不思議な儀仗は、幻の都市「リオ・ドラード」のものではないかと、ミッキーマウス、ミニーマウス、グーフィーは古びた飛行機の格納庫で盛り上がる。一行はリオ・ドラードを探すため、川の上流へグーフィーの飛行機で向かおうとするが、飛行機は壊れていた。怒ったドナルドダックが儀仗を振り回すと、異空間を通り抜け、深い緑と鮮やかな花々が広がる密林にたどり着く。グーフィーが花に水をやると、花々が動き出し、ミッキーたち4人は草花に歓迎されながらダンスを楽しむ。不意に儀仗の形が変わっていることに気付く。
次に一行は巨大なクリスタルが輝く洞窟へ進む。クリスタルは儀仗の秘密を明かし、ミッキーが勇気を持って強く念じながらクリスタルに触れると、光が放たれ、鉱石が現れる。ミッキー、ドナルド、グーフィーは鉱石たちとダンスバトルを繰り広げる。
場面が再び変わると、ミニー1人だけが儀仗を手にして川辺に立っていた。そこに4羽の蝶が歌を披露し、ディーバが現れて「リオ・ドラード」への道を示す。しかし、ミニーは自分1人では意味がないと伝え、仲間たちの名前を呼びながら儀仗に願いをかける。するとドナルド、グーフィー、ミッキーが次々と現れる。ディーバは「自然を愛する心」「勇気」「仲間を思う心」が「リオ・ドラード」へ行くために必要な力であると告げる。
ついにミッキーたちはリオ・ドラードに到着する。古代の神殿のような遺跡が黄金に輝き始め、ディーバが歓迎の歌を歌い祝祭が始まる。ミッキーたちは黄金に輝く衣装へと変わり、全員でダンスやライブパフォーマンスを披露してショーはクライマックスを迎える。

## 公演データ
- 公演場所：ハンガーステージ（東京ディズニーシー、ロストリバーデルタ）
- 公演時間：約30分
- 公演回数：1日3-5回
- 登場キャラクター：ミッキーマウス、ミニーマウス、ドナルドダック、グーフィー[10]